# مجید دوامی

مجید دوامی بنیانگذار زن روز

مجید دوامی، (زاده ۱۳۰۸ - درگذشت ۶ اسفند ۱۳۸۵) روزنامه‌نگار معروف و پایه‌گذار مجله زن روز در ایران بود. مجید دوامی همچنین به خاطر گزارش‌ها و مصاحبه‌های جنجالی‌اش در دوران ملی شدن صنعت نفت و دادگاه مصدق نیز معروف بود.
او پیش از زن‌روز، سردبیر مجله اطلاعات هفتگی و سپس مجله روشنفکر بود.

## زندگی‌نامه
مجید دوامی از بیست سالگی همکاری خود را با روزنامه اطلاعات آغاز کرد و پس از کودتای ۲۸ مرداد برای تحصیل به آمریکا سفر کرد و با مدرک فوق لیسانس در رشته روزنامه‌نگاری به ایران بازگشت و سردبیر روزنامه اطلاعات شد.
وی پیش از پایه‌گذاری مجله زن‌روز، سردبیر مجله اطلاعات هفتگی و سپس مجله روشنفکر بود.
دوامی در ابتدای دهه چهل برای گذراندن یک بورس مطالعاتی برای بار دوم به آمریکا رفت و در بازگشت به روزنامه کیهان رفته و با موافقت مصطفی مصباح‌زاده، صاحب امتیاز روزنامه کیهان، مجله زن‌روز را به مدیریت فروغ مصباح زاده و سردبیری خودش پایه‌گذاری کرد.
دوامی پس از انقلاب ۱۳۵۷ از ایران خارج شد و بمدت ۲۸ سال بجز نوشتن چندین مقاله بدون فعالیت در اروپا و آمریکا زندگی کرد. وی در ۷ سال پایانی عمرش به بیماری آلزایمر مبتلا شد و در نهایت در ۱۶ اسفند ۱۳۸۵ برابر با ۶ مارس ۲۰۰۷ در خانه سالمندان در کشور نروژ درگذشت. از مجید دوامی در دوران فعالیتش بیش از هزار گزارش و  کتاب هاي طوطی(واپسین روزهای نادر شاه افشار)، نقاب پوش زاينده رود و خواجه مخوف(آغا محمدخان قاجار و تلخکامیهای شاهزاده زند لطفعلی خان) بر جاي مانده است.